# Collège des Ministres Conseillers
Collège des Ministres Conseillers est une entité consultative composée de hauts fonctionnaires ou d'experts spécialisés qui travaillent directement auprès du Président de la République du Bénin. Cette entité a été créée par le décret n° 2024-006 en date du 9 janvier 2024, sous l'initiative du Chef de l'État béninois, Patrice Talon. Elle est coordonnée depuis le 6 janvier 2025 par Janvier Yahouédéou.

## Composition
Les membres du Collège des Ministres Conseillers sont des experts sélectionnés pour leur expertise dans des domaines spécifiques tels que l'économie, le droit, la diplomatie ou la sécurité. Ils ne font pas obligatoirement partie des ministres en fonction au sein du gouvernement,.

## Fonctions principales
- Conseiller le président sur des politiques publiques et des stratégies nationales.
- Élaborer des recommandations et des propositions de réformes.
- Conduire des études ou des analyses sur des sujets d'importance nationale.
- Servir de lien entre le président et les autres institutions de l'État pour certaines questions techniques[5],[6].

## Liste des membres
Le 11 décembre 2024, le président béninois, a procédé à la nomination d’un Collège composé de 12 ministres conseillers,.
- Ministre conseiller chargé de l’Énergie, de l’Eau et des Mines : Romaric Ogouwalé[9]
- Ministre conseiller aux Enseignements maternel, primaire et secondaire : Paulin Gbenou
- Ministre conseiller à l’Enseignement technique et à la Formation professionnelle : Expédit Codjo Houessou
- Ministre conseiller à l’Enseignement supérieur et à la Recherche scientifique : Sèdami Medegan Fagla
- Ministre conseiller aux Affaires sociales et au Travail : Mariam Djaouga Sacca
- Ministre conseiller à la Santé : Claudine Afiavi Prudencio
- Ministre conseiller à la Gouvernance locale, Décentralisation, Défense et à la Sécurité : Rachidi Gbadamassi[9]
- Ministre conseiller aux Infrastructures et au Cadre de Vie : Jacques Ayadji
- Ministre conseiller aux Affaires économiques et au Numérique : Janvier Yahouedeou[9]
- Ministre conseiller à la Justice et aux Relations extérieures : Gilbert M. Deou
- Ministre conseiller à l’Agriculture : Saka Kina Bio Guera
- Ministre conseiller au Tourisme, à la Culture, aux Arts et aux Sports : Ayibatin Jonas Hantan